# Žerava
Žerava est un village de la municipalité de Nin (Comitat de Zadar) en Croatie. Au recensement de 2011, la ville comptait 208 habitants.